# Robert Lee (Teksas)
Robert Lee je grad u američkoj saveznoj državi Teksas. Prema popisu stanovništva iz 2010. u njemu je živjelo 1.049 stanovnika.